# Turnverein Fischbek von 1921
Il Turnverein Fischbek von 1921 è una società pallavolistica femminile tedesca con sede ad Amburgo: milita nel campionato di 1. Bundesliga.

## Storia
Il club pallavolistico femminile TV Fischbek nasce nel 1921 dalla omonima polisportiva, dove tra l'altro veniva praticato anche pallamano.
La squadra, nel corso degli anni, non raggiunge mai grossi traguardi fino al 2000, quando viene promossa in 1. Bundesliga, massima serie del campionato tedesco: pur non vincendo alcun trofeo conquista diversi terzi posti in classifica e raggiunge alcune finali in Coppa di Germania.

## Rosa 2015-2016
| N° | Nome                | Ruolo | Data di nascita   | Nazionalità sportiva |
| -- | ------------------- | ----- | ----------------- | -------------------- |
| 1  | Melanie Horn        | L     | 22 settembre 1990 | Germania             |
| 3  | Saskia Radzuweit    | S     | 12 maggio 1991    | Germania             |
| 4  | Elizabeth Field     | C     | 4 dicembre 1990   | Stati Uniti          |
| 5  | Karine Muijlwijk    | S/O   | 16 febbraio 1988  | Paesi Bassi          |
| 7  | Nina Braack         | C     | 5 luglio 1993     | Germania             |
| 8  | Jana Franziska Poll | S     | 7 maggio 1988     | Germania             |
| 10 | Claire Bertram      | L     | 15 maggio 1996    | Germania             |
| 12 | Taylor Milton       | S     | 22 agosto 1992    | Stati Uniti          |
| 13 | Maria Kirsten       | P     | 8 maggio 1995     | Germania             |
| 14 | Denise Imoudu       | P     | 14 dicembre 1995  | Germania             |
| 15 | Litara Keil         | C     | 10 aprile 1993    | Stati Uniti          |